# Günter Bergmann

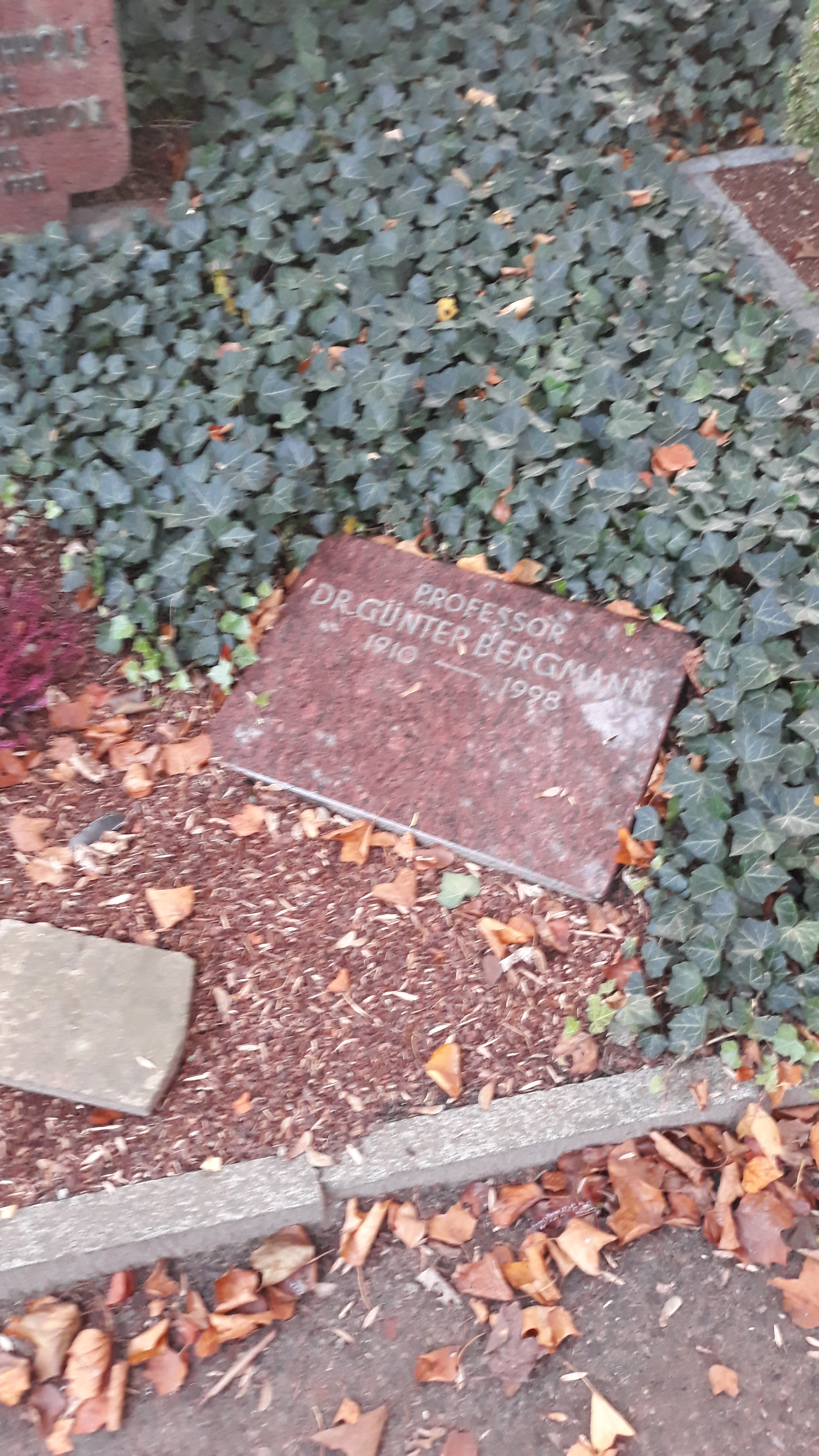
Das Grab von Günter Bergmann auf dem Zentralfriedhof Münster

Günter Bergmann (bis 1951: Günter Bullig) (* 29. Juli 1910 in Cottbus; † 17. Mai 1998 in Münster) war ein Mathematiker, Botaniker und Komponist und Hochschullehrer der Westfälischen Wilhelms-Universität (WWU).

## Leben

### Jugendzeit und Ausbildung
Günter Bergmann wurde als Günter Bullig in Cottbus geboren. Er war das fünfte von sechs Kindern eines Arztes und Geburtshelfers. Die Mutter starb 1913, der Vater musste 1914 als Bataillonsarzt in den Ersten Weltkrieg ziehen. Die Erziehung der sechs Geschwister übernahm eine Wirtschafterin.
Bergmann studierte Mathematik, Botanik, Zoologie, Philosophie und Musikwissenschaften in Bonn, wo ihn vor allem die Vorlesungen Felix Hausdorffs beeinflussten. 1934 bestand er das „Doktorexamen“ mit „Sehr gut“ und wurde 1936 in Bonn zum Dr. phil. promoviert. Im gleichen Jahr wechselte Bergmann nach Hamburg, wurde bei der Deutschen Seewarte angestellt und im Mai 1938 erneut, dieses Mal zum Dr. rer. nat. habil., promoviert. Seit 1938 war er Wissenschaftlicher Hilfsarbeiter am Mathematischen Seminar der Universität Hamburg. Er besucht in Breitenheerda-Tännich (bei Rudolstadt in Thüringen) einen Dozentenlehrgang, eine Dozentur an der Hamburger oder einer anderen Universität wurde aber vom NS-Dozentenbund wegen der „politischen Unzuverlässigkeit“ Bergmanns abgelehnt.

### Zweiter Weltkrieg
Einer ersten Einberufung zum Heeresdienst folgte die Entlassung wegen einer Herzkrankheit. Nach der Ablehnung der Dozentur meldete sich Bergmann 1940 freiwillig zum Militärdienst. Den Fronteinsatz beendete ein Gelbsuchterkrankung. Nach Aufenthalten im Feldlazarett, im Reservelazarett und bei einer Genesungskompanie wurde der Mathematiker Bergmann zur Artillerieschule und zum Ballistischen Büro nach Berlin abkommandiert, wo er ballistische Berechnungen auszuführen hatte. 1944 wurde er an die Invasionsfront in Nordfrankreich versetzt und war dort an der Schallaufklärung im Rahmen des V1-Einsatzes beteiligt. Im letzten Kriegsjahr wurde Bergmann zur Chemisch-Physikalischen Versuchsanstalt der Marine in Kiel und Eckernförde versetzt.

### Lehrer und Hochschuldozent
Nach dem Kriegsende 1945 kehrte Bergmann nach Hamburg zurück und arbeitete dort als wissenschaftlicher Assistent an der Universität, bevor er im Frühjahr 1948 an das Mathematische Institut der WWU nach Münster wechselte. In Münster ließ er 1951 seinen Nachnamen in Bergmann ändern. Neben seiner Arbeit an der Universität bereitete sich Bergmann auf eine Tätigkeit als Lehrer vor. In den Jahren 1950 und 1951 besuchte er einen Lehrgang zur Ausbildung als Realschullehrer an der Pädagogischen Akademie in Emsdetten, hat aber nie an einer Realschule gearbeitet. Vielmehr bestand er 1952 die Staatsexamina für das Lehramt an Höheren Schulen in den Fächern Mathematik und Biologie und wurde 1954 nach der Referendarszeit als Studienassessor am Wilhelm-Hittorf-Gymnasium eingestellt und 1957 zum Studienrat befördert.
Verhandlungen mit der Hamburger Universität – und ein gerichtliches Urteil wegen des ihm von den Nationalsozialisten zugefügten Unrechts – führten 1963 zur Erteilung der venia legendi auf Grund der dortigen Promotion zum Dr. habil von 1938. Nach der Umhabilitierung als Privatdozent von Hamburg nach Münster (1963) wurde Bergmann 1964 auf einen Lehrstuhl für Didaktik der Mathematik an der neu gegründeten Pädagogischen Hochschule Hamm, die dann mit der Dortmunder Pädagogischen Hochschule zur PH Ruhr vereinigt wurde und in die Universität Dortmund aufging. 1967 wurde er auch außerplanmäßiger Professor an der WWU in Münster. 1975 wurde er emeritiert.
Günter Bergmann starb am 17. Mai 1998 in Münster.

## Werk

### Mathematik
Neben der Veröffentlichung von Aufsätzen in den mathematischen Zeitschriften Mathematische Annalen, Abhandlungen aus dem Mathematischen Seminar der Universität Hamburg (Hamburger Abhandlungen), Mathematische Zeitschrift, Mitteilungen der Mathematischen Gesellschaft in Hamburg und Journal für die reine und angewandte Mathematik in den Jahren von 1936 bis 1967 machte sich Günter Bergmann als Herausgeber der Manuskripte von Felix Hausdorff verdient. Bergmann entdeckte die Manuskripte seines Lehrers an der Bonner Universität, der als Jude sich im Januar 1942 durch Veronal getötet hatte, um der Deportation in die Vernichtungslager der Nazis zu entgehen, durch einen Glücksfall in Bonn. Dort hatte sie Hausdorff vor seinem Suizid dem Ägyptologen Hans Bonnet anvertraut. Die Manuskripte hatten auch die Zerstörung von Bonnets Haus durch einen Bombenangriff überstanden, waren aber in einem Zustand – verschmutzt, ungeordnet, undatiert –, der eine jahrelange Ordnungsarbeit erforderte, ehe Bergmann 1969 in zwei Bänden mit mehr als 1000 Seiten Felix Hausdorff. Nachgelassene Schriften herausgeben konnte.

### Biologie
Als Biologielehrer am Wilhelm-Hittorf-Gymnasium war Bergmann daran gelegen, seinen Schülern anschauliches Unterrichtsmaterial zu präsentieren. Er unterhielt dazu mehrere (Seewasser)-Aquarien, in denen die Fauna der Nordseeküste (Hummer, Krabben usw.) zu sehen war.
Auf einer Reise an der nordfranzösischen Küste entdeckte er Mimosensträucher, die nach landläufiger Ansicht nur in warmen südeuropäischen Landstrichen zu halten seien. Seine Versuche, Mimosen auch im westfälischen Münster zu halten und zu vermehren, waren ab 1974 so erfolgreich, dass Bergmann einen mehrfach neu aufgelegten Ratgeber für den Liebhaber und Gartenbesitzer verfasste.
Auf Spaziergängen in der Innenstadt Münsters entdeckte er – als Erstfund in Westfalen – ein Exemplar des Efeu-Sommerwurzes (Orobanche hederae).

### Musik
Bereits als Kind hatte Günter Bergmann beim Vater Klavierunterricht erhalten und als Student in Bonn musikwissenschaftliche Vorlesungen unter anderem bei Ludwig Schiedermair und Wilhelm Maler belegt. In Hamburg unternahm er dann erste eigene Kompositionsversuche, die ab 1936 zu dem Klavierzyklus Stationen. Musikalisches Tagebuch 1936 - 1939 führten. Bergmann sah in den Stationen eine „Niederschrift seiner seelischen Stimmungen in Form musikalischer Skizzen. Aus Gründen der Tarnung wählte er als Ausdrucksmittel die unverfängliche, unzensierbare Sprache der nicht wortgebundenen autonomen Musik“. Ende der 1950er Jahre schuf Bergmann aus den Skizzen eine endgültige Fassung.
Anlässlich des 350. Todestags von Johannes Kepler (1980) erteilte die Astronomische Gesellschaft Günter Bergmann den Kompositionsauftrag zu dessen Harmonice Mundi: „Die Komposition wird sich an Keplers Gedanken der Weltharmonik orientieren und entsprechend seiner Auffassung Bahnverhältnisse im Planetensystem in Tonfolgen umsetzen.“. Bergmann wählte als Vorlage zur Komposition die Bahnen der vier großen Jupitermonde Io, Europa, Ganymed und Kallisto. Ausgeführt wurde die Arbeit als Orgelzyklus. Konkrete Daten aus dem kosmischen Geschehen [werden] verschlüsselt in die Tonfolge einer Konzertmusik übertragen, die den Anspruch auf Schlichtheit erfüllt [...]. Die exakte Ortung der vier großen Monde in ihrem Lauf um den Jupiter wird auf akustischem Weg ermöglicht durch spezifisch rhythmische Wendungen, Leitmotive, melodiöse Eigenarten und künstlerisch gestaltete Signale. Wenige Stunden nach einer Konzertaufführung der Harmonice Mundi Iovis im St.-Paulus-Dom zu Münster ist der Komponist gestorben.
Neben den Stationen und der Harmonice schrieb Günter Bergmann die Klavierzyklen 8 Studien für Klavier und Gestalten und drei Einzelstücke für Klavier mit den Titeln Die Brücke, Der Bogen und Anachronismen.

## Publikationen
- als Mathematiker:
  - Aufsätze in verschiedenen mathematischen Fachzeitschriften (1936 bis 1967)
  - als Herausgeber: Felix Hausdorff, Nachgelassene Schriften, Bd. I und II (538 und 569 S.), Stuttgart : Teubner 1969

- als Biologe:
  - Mimosen. Pflege und Vermehrung in der Hand des Liebhabers, Münster : Regensberg 1982, 3. Aufl. 1995, ISBN 3-7923-0488-0
  - Die Efeu-Sommerwurz auch in Westfalen, Sonderdruck aus Natur und Heimat, Münster,  42. Jahrgang, 1982, Heft 2

- als Komponist:
  - Notenhefte:
    - Stationen. Nr. 1: Introduktion; Nr. 2: Brahms zum Gedenken; Nr. 3: Scherzo; Nr. 4: Ballade, Nr. 5: Alster, Nr. 6: Intermezzo; Nr. 7: September 1938; Nr. 8: August 1939. Trauermarsch. In sieben Heften, Münster : Verlag Wilhelm Schenk 1972–1973
    - Stationen. Musikalisches Tagebuch 1936 - 1939. Musik für Klavier, Münster : Regensberg 1989, ISBN 3-7923-0578-X
    - Die Brücke. Musik für Klavier, Münster : Wilhelm Schenk 1977
    - Gestalten. Musik für Klavier, Münster : Wilhelm Schenk 1977
    - Der Bogen. Musik für Klavier, Münster : Wilhelm Schenk 1978
    - Harmonice Mundi Iovis. Die Jupitermonde Io, Europa, Ganymed, Kallisto auf ihrer Bahn. Orgel, Münster : Regensberg 1980
    - 8 Studien für Klavier, Münster : Wilhelm Schenk 1982

  - Tonträger:
    - [LP]: Die Harmonie der Welt des Jupiter (Harmonice Iovis Mundi) – Die Brücke – Auszüge aus dem Zyklus Stationen. Musikalisches Tagebuch 1936 - 1939; Winfried Berger (Orgel), Michael Wessel-Therhorn (Klavier), Irma Zucca-Sehlbeck (Klavier). Schwann ams-Studio 624, LC 2561
    - [CDs]:
    - Stationen. Musikalisches Tagebuch 1936 - 1939. Sabine Roderburg (Klavier); Aulos Aul 66208, LC 3476
    - Stationen. Musikalisches Tagebuch 1936 - 1939. Sabine Roderburg (Klavier); GENUIN GEN 03012
    - Harmonice Mundi Iovis. Andrea Bärenfänger (Orgel); Düsseldorf : Studio 57
    - Harmonice Mundi Iovis. Andrea Bärenfänger (Orgel); GENUI GEN 03014
    - 8 Studien für Klavier – Die Brücke – Dr Bogen – Gestalten – Anachronismen. Norito Kitano (Klavier); GENUIN GEN 03013
    - Gesamtwerk Günter Bergmann. 3 CDs im Schuber. GENUIN GEN 03011